# Чингачгук — Большой Змей
«Чингачгук — Большой Змей» — художественный фильм производства ГДР, снятый в 1967 году режиссёром Рихардом Грошоппом по мотивам романа Фенимора Купера «Зверобой».

## Сюжет
Фенимор Купер в романе «Зверобой» пишет, что события происходили между 1740 и 1745 годами.
Британские войска пытаются отнять у Франции её колонии в Северной Америке. Они начинают втягивать индейцев в эту войну. Дочь вождя по имени Ватава (Уа-Та-Уа), обещанная Чингачгуку, попадает в руки гуронов, которых французские войска натравили на делаваров. Чингачгук собирается с помощью своего друга Зверобоя освободить свою невесту.

## В ролях
- Гойко Митич — Чингачгук (озвучивание — Владимир Дружников)
- Андреа Драхота — Уа-та-Уа
- Хорст Пройскер
- Рольф Рёмер — Зверобой (озвучивание — Виктор Рождественский)
- Лило Гран — Юдит (озвучивание — Серафима Холина)
- Хельмут Шрайбер — Том Хаттер (озвучивание — Яков Беленький)
- Адольф Петер Гофман — вождь делаваров
- Йоханнес Книттель — «Расщеплённый дуб» (озвучивание — Константин Тыртов)
- Хайнц Клевенов — «Остриё стрелы» (озвучивание — Вячеслав Подвиг)
- Карл Цуговски
- Милан Яблонски
- Рудольф Ульрих
- Юрген Фрорип — Гарри (озвучивание — Всеволод Ларионов)
- Карл Штурм — озвучивание Чингачгука (в титрах не указан)

## Съёмочная группа
- Авторы сценария:
  - Вольфганг Эбелинг
  - Рихард Грошопп
  - Эгон Гюнтер
- Режиссёр: Рихард Грошопп
- Оператор: Отто Ханиш
- Художник: Пауль Леман
- Композитор: Вильгельм Неф